# Mediatizace
Mediatizace je akt, jímž se suverénní území anebo suverénní kníže stává podřízeným některého jiného státu. Termín se nejčastěji užívá s souvislosti s mediatizací německých států za koaličních válek s Francií, ovšem používá se i v jiných souvislostech, například při podřízení se a subordinaci. V politickém systému říše se rozlišovaly subjekty podřízené císaři bezprostředně (reichsunmittelbar, imediátní) od subjektů mediátních, podřízených jiným, a tedy nepřímo císaři. Mediatizace pak znamenala převedení z první do druhé skupiny.

## Mediatizace německých zemí

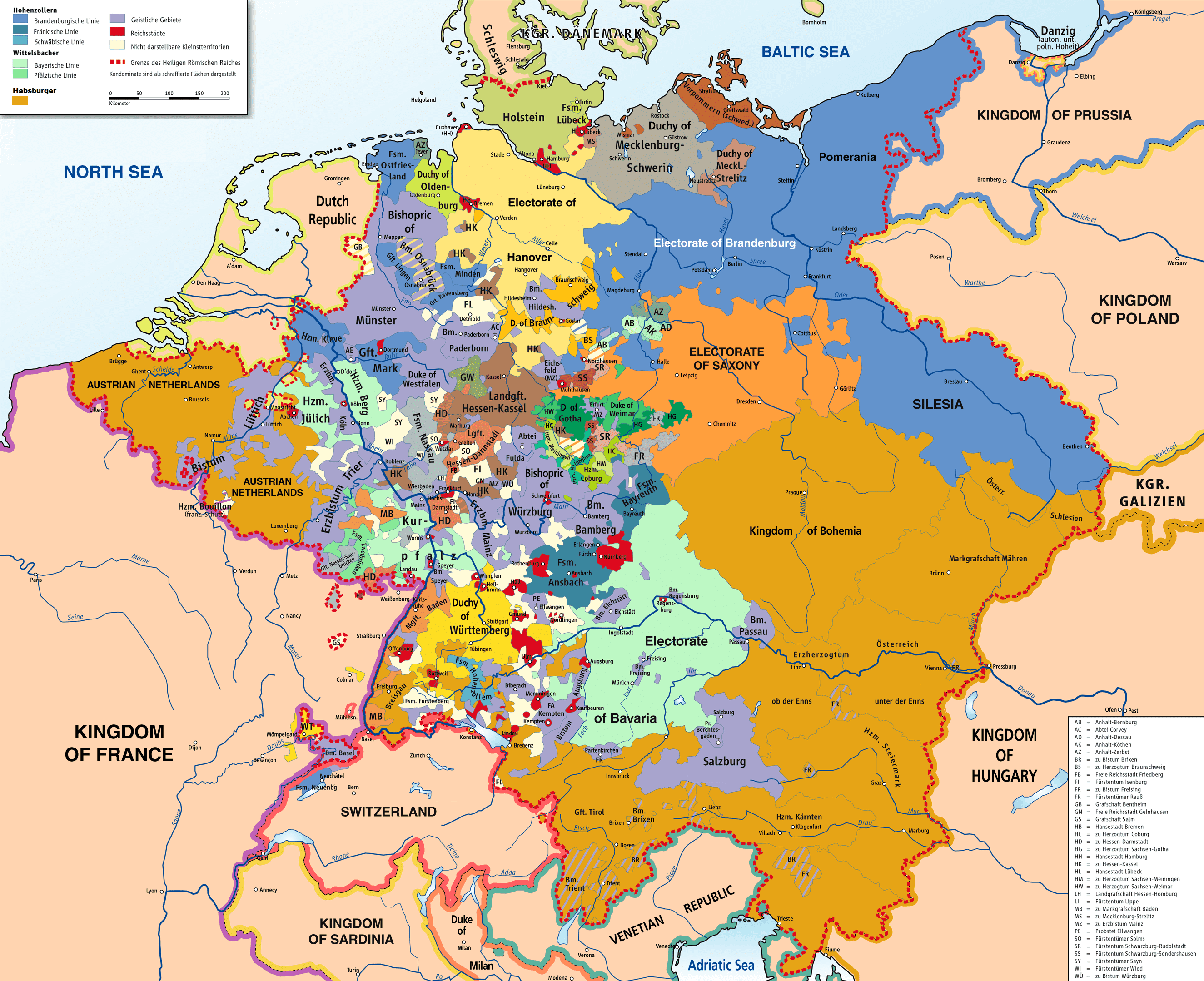
Německé státy před mediatizací v roce 1789

Jiná definice tohoto procesu zní: zánik suverenity některého ze světských říšských stavů za současné anexe jeho území.
Mírem v Lunéville roku 1801 získala Francie veškerá říšská území na levém břehu Rýna. Následně roku 1803 bylo mediatizováno říšským sněmem 41 říšských měst (suverenitu si uchovalo pouze šest, mezi nimi Hamburk a Brémy) a v inspiraci francouzskou protiklerikální politikou také většina duchovních panství (3 kurfiřtství, 19 biskupství a 44 opatství).
A po zániku Svaté říše římské národa německého roku 1806 a vznikem Rýnského spolku mediatizace vyvrcholila zánikem většiny zbylých svobodných říšských panství (zanikly všechny državy říšských rytířů), která Napoleon I. připojil vesměs ke státům, které byly členy Rýnského spolku.
Na Vídeňském kongresu v letech 1814 až 1815 se představitelé mediatizovaných území spojili do Spolku mediatizovaných ve snaze o navrácení majetku a postavení. Ovšem s výjimkou Hesenska-Homburku nedosáhli úspěchu. Mediatizovaným knížecím rodům bylo ovšem přiznáno jejich důstojenství. I nadále byly považovány za rovny ostatním panovnickým rodům, členům rodu kromě knížete byl ponechán titul prince a princezny, byly osvobozeny od daňových a vojenských povinností a mnohé měly do roku 1848 soudní pravomoc. Vídeňský kongres zachoval značně zredukovaný počet německých států a státečků, který před mediatizací překročil číslo 300. Tak – snad aniž to tušil – pomohl Napoleon I. pozdějšímu sjednocení Německa včetně Rýnského spolku.

## Vybraná mediatizovaná svobodná říšská panství s datem mediatizace
- Bentinck – původně rytířské panství, později hrabství – mediatizováno 1808 ve prospěch Oldenburska (definitivně připojeno 1854)
- Burgau – markrabství – mediatizováno 1805 ve prospěch Bavorska
- Colloredo-Mansfeld – říšská hraběcí rodina – mediatizována 1805 a 1806 ve prospěch Rakouska a Württemberska
- Croy – říšská knížata – mediatizována 1806 ve prospěch Arenbergu
- Freising – biskupství – mediatizováno 1803 ve prospěch Bavorska
- Friedberg – říšské svobodné město – mediatizováno 1803 ve prospěch Hesenska-Darmstadtska
- Fugger – říšská knížata – linie Fugger-Babenhausen mediatizována 1806 ve prospěch Bavorska, ostatní linie pod Würtembersko
- Ligne – říšská knížata – mediatizována 1806 ve prospěch Bavorska
- Lobkowitz – říšská knížata – mediatizována 1806
- Metternich – říšská hrabata (od roku 1803 knížata) – mediatizována 1805 ve prospěch Württemberska
- Schwarzenberg – říšská knížata – mediatizována 1806
- Windischgrätz – říšská knížata – mediatizována 1806 ve prospěch Württemberska